# Kamezuka-Park

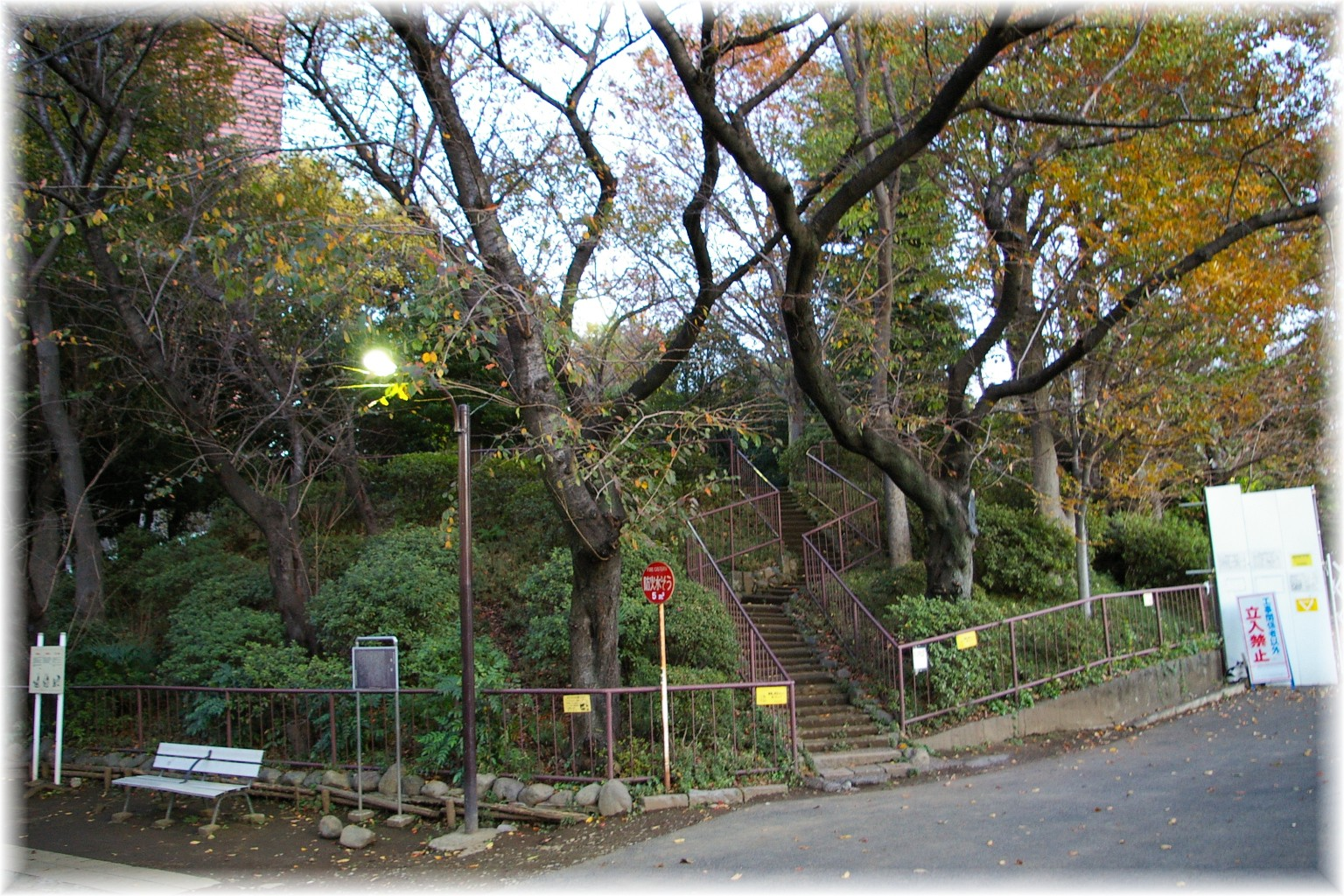
Kamezuka, der namensgebende „Schildkrötenhügel“

Der Kamezuka-Park (jap. 亀塚公園, Kamezuka-kōen, zu Deutsch etwa „Schildkrötenhügelpark“) ist ein Park für Kinder im Stadtteil Mita 4 des Bezirks Minato in Tokio. Er befindet sich auf dem Plateau Tsuki no Misaki südlich des buddhistischen Tempels Saikai-ji. 
Der Kamezuka-Park hat eine Fläche von 9.183,38 m². Auf der Südostseite befindet sich eine Aussichtsplattform mit Blick auf die umliegenden Hochhäuser und auf der Nordostseite liegt der namensgebende Hügel Kamezuka und darauf der Kameyama-Gedenkstein (亀山碑 Kameyamahi). Der 2,2 × 1,4 m große Stein ist seit dem 23. Oktober 2013 als materielles Kulturgut ausgewiesen.
Der Hügel Kamezuka hat seinen Ursprung vermutlich nach der Kofun-Zeit. Es wird vermutet, dass es sich um einen Grabhügel handelt. Das Gebiet des heutigen Parks erhielt 1657 die Toki-Familie als Wohnsitz. Der Kameyama-Gedenkstein wurde 1750 von Daimyō Toki Yorioki (土岐 頼煕) errichtet. Nach der Meiji-Restauration war das Gebiet Wohnsitz des 1868 gegründeten Kachō-no-miya (華頂宮), einem Zweig der kaiserlichen Familie. Später wurde die Adresse der offizielle Wohnsitz des Naidaijin. Das Gebäude wurde jedoch im Jahr 1945 durch Kriegsschäden zerstört, sodass heute nur noch die Außenmauern des Grundstückes erhalten sind. Der Rest wurde in einen Park umgewandelt und am 26. Dezember 1952 der Öffentlichkeit zugänglich gemacht.